# Tàngara beccònica perlada
La tàngara beccònica perlada (Conirostrum margaritae) és un ocell de la família dels tràupids (Thraupidae).

## Hàbitat i distribució
Habita illes fluvials i bosc obert de les terres baixes, al nord-est del Perú i oest amazònic del Brasil.